# Buldoci a třešně
Buldoci a třešně je filmová bláznivá černá komedie režiséra Juraje Herze z roku 1981. Juraj Herz, který si ve filmu sám zahrál, obsadil řadu tehdejších předních herců v čele s Mariánem Labudou. Jednu z postav ztvárnil i Jiří Hrzán, který během natáčení tragicky zemřel.
Film bývá kritikou hodnocen záporně a sám režisér přiznal, že se po provokativním Upíru z Feratu především snažil natočit film, který by bez problému prošel režimní cenzurou.

## Děj
Mafián Carmello se pokusil oblafnout šéfa, a vysloužil si rozsudek trestu smrti. Odsouzenec utekl před zabijákem do Prahy, kterou mu rakouský zločinecký kolega poskytl jako bezpečný úkryt. Nikdo ale neví, že Češi se za reálného socialismu naučili tolika fintám, že ostřílený italský profesionál se nestačí divit. Když si Carmello vyrazí poznávat noční život Prahy, stane se obětí podvodnice a přijde o všechny své věci. Tím ovšem jeho potíže ani zdaleka nekončí.

## Tvůrčí štáb
- Námět: Ivan Gariš
- Scénář: Ivan Gariš a Juraj Herz
- Hudba: Petr Hapka
- Kamera: Jiří Macháně a Ota Kopřiva
- Režie: Juraj Herz
- Další údaje: barevný, 91 min, komedie
- Výroba: ČSSR, Filmové studio Barrandov, 1981

## Obsazení
| Marián Labuda        | Carmello Muchillo |
| Jiří Kodet           | Salvatore         |
| Miroslav Středa      | Fofo 1            |
| Jiří Hrzán           | Fofo 2            |
| Rudolf Hrušínský     | Morellano         |
| Josef Dvořák         | Píšek             |
| Karel Effa           | Pepa              |
| Jiřina Bohdalová     | Boháčková         |
| Petr Nárožný         | Boháček           |
| Václav Kolařík       | Jára              |
| Lenka Kořínková      | Sylvie            |
| Dagmar Veškrnová     | dáma              |
| Juraj Herz           | dirigent          |
| František Němec      | Goméz             |
| Jiří Menzel          | číšník            |
| Karel Augusta        | barman            |
| Jan Schmid           | lesník            |
| Simona Stašová       | servírka          |
| František Filipovský | stařík mafián     |
| Luděk Sobota         | spojka Helmut     |
| Pavel Bobek          | barman Beno       |
| Miloslav Šimek       | Josef Novák       |
| Jiří Lábus           | střelec           |
| Jiří Krampol         | Gomézův střelec   |